# Saphenophis sneiderni
Saphenophis sneiderni — вид змій родини полозових (Colubridae). Ендемік Колумбії. Вид названий на честь шведського орнітолога К'єлла фон Снейдерна.

## Поширення і екологія
Saphenophis sneiderni відомі з типової місцевості, розташованої на східних схилах Західного хребта Колумбійських Анд, в муніципалітеті Ель-Тамбо в департаменті Каука. Вони живуть у вологих гірських тропічних лісах, на висоті від 1700 до 2550 м над рівнем моря.

## Збереження
МСОП класифікує цей вид як такий, що перебуває під загрозою зникнення. Saphenophis sneiderni загрожує знищення природного середовища.